# Afrikai vakmárna
Az afrikai vakmárna vagy kongói vakmárna (Caecobarbus geertsi), a helybeliek nevezik barbu aveugle szakállas vak vagy poisson cavernicole d'Afrique afrikai barlanglakó halnak. Besorolását tekintve a sugarasúszójú halak (Actinopterygii) osztályának a pontyalakúak (Cypriniformes) rendjéhez, ezen belül a pontyfélék (Cyprinidae) családjához tartozó faj. A Caecobarbus nem egyetlen tagja.

## Előfordulása
Előfordul a Kongói Demokratikus Köztársaság területén lévő barlangokban. Ismert élőhelyei a Mbanza Ngungu barlangok. Ezek a barlangok körülbelül hétszáz méterrel a tengerszint feletti magasságban találhatóak. Az afrikai vakmárnát sebezhető faj kategóriába sorolták és az Európai Unió szabályozása alapján nem hozható kereskedelmi forgalomba sem.

## Életmódja
A Caecobarbus geertsinek a barlanglakó életmód miatt nincs szeme és nem pigmentált. A barlang vizében előforduló rákokat és egyéb apróbb állatokat fogyasztja. Az ikráit védett üregekbe a kavicsos aljzatra rakja le. A fajra a legnagyobb veszélyt az üledékképződés és a mezőgazdaságban használt vegyszerek élővizébe jutása jelenti.

## Leírásának története
II. Lipót belga király 1897-ben toborozni kezdett természettudósokat annak érdekében, hogy létrejöhessen a Kongó Múzeum. George Albert Boulenger az elnöke lett ennek a kezdeményezésnek.
Boulenger a Belga Kongóban vezetett kutatásainak fő felfedezése volt, hogy 1921-ben megtalált egy furcsa halat. Nem volt szeme és nem volt pigmentációja. Felismerte, hogy ezek a halak teljesen eltérőek az addig ismert epigeous (föld felett fejlődő) afrikai halaktól. Ezt a barlanglakó életmódot folytató halat így elsőként írta le. A Caecobarbus geertsi nevet adta neki, mert a caeco vakot jelent, a barbus a márnákkal meglévő interspecifikus kapcsolatok miatt. A geertsii nevet M. Geerts tiszteletére adta, mivel ő segítette a faj megtalálását. Ma a fajt kongói vagy afrikai vakmárnának nevezik.

### Internetes leírások az afrikai vakmárnáról
- A faj szerepel a Természetvédelmi Világszövetség Vörös Listáján. IUCN. (Hozzáférés: 2011. június 4.)
- A faj adatlapja a FishBase oldalán. FishBase. (Hozzáférés: 2011. június 4.)
- A taxon adatlapja az ITIS adatbázisában. Integrated Taxonomic Information System. (Hozzáférés: 2011. június 4.)
- Caecobarbus geertsi (African Blind Barb Fish). zipcodezoo.com. (Hozzáférés: 2011. június 4.)[halott link]
- Caecobarbus geertsii Boulenger, 1921. biolib.cz. (Hozzáférés: 2011. június 4.)